# Williamia radiata nutatus
Williamia radiata nutatus es una subespecie de molusco gasterópodo de la familia Siphonariidae.

## Distribución geográfica
Se encuentra  en Nueva Zelanda.